# Roca de Lliri
La Roca de Lliri és una muntanya de 1.233 metres que es troba al municipi de la Nou de Berguedà, a la comarca catalana del Berguedà.